# Xarxet de Nova Zelanda
El xarxet de Nova Zelanda (Anas chlorotis) és un petit ànec que era considerat una subespècie d'Anas aucklandica. Habita les costes i zones humides properes de Nova Zelanda, a les illes del Nord, del Sud i Stewart.